# Sainte-Lucie aux Jeux olympiques d'été de 2024
Sainte-Lucie participe aux Jeux olympiques de 2024 à Paris. Il s'agit de sa 8e participation à des Jeux olympiques d'été.
L'athlète Michael Joseph est nommé porte-drapeau de la délégation en juin 2024. Au cours de ces jeux, Sainte-Lucie remporte la première médaille de son histoire : l'athlète Julien Alfred remporte la médaille d'or au 100 mètres féminin.

## Nombre d’athlètes qualifiés par sport
Voici la liste des qualifiés et sélectionnés luciens par sport (remplaçants compris) :
| Sport                                 | Hommes | Femmes | Total |
| ------------------------------------- | ------ | ------ | ----- |
| Athlétisme                            | 1      | 1      | 2     |
| Sports aquatiques • Natation sportive | 1      | -      | 1     |
| Voile                                 | 1      | -      | 1     |
| Total                                 | 3      | 1      | 4     |

## Bilan général
| Sport      | Médaille d'or, Jeux olympiques | Médaille d'argent, Jeux olympiques | Médaille de bronze, Jeux olympiques | Total | Rang pays |
| ---------- | ------------------------------ | ---------------------------------- | ----------------------------------- | ----- | --------- |
| Athlétisme | 1                              | 1                                  | 0                                   | 2     | 14e       |
| Total      | 1                              | 1                                  | 0                                   | 2     | 55e       |

| Jour   | Médaille d'or, Jeux olympiques | Médaille d'argent, Jeux olympiques | Médaille de bronze, Jeux olympiques | Total |
| ------ | ------------------------------ | ---------------------------------- | ----------------------------------- | ----- |
| 3 août | 1                              | 0                                  | 0                                   | 1     |
| 6 août | 0                              | 1                                  | 0                                   | 1     |
| Total  | 1                              | 1                                  | 0                                   | 2     |

| Sexe   | Médaille d'or, Jeux olympiques | Médaille d'argent, Jeux olympiques | Médaille de bronze, Jeux olympiques | Total |
| ------ | ------------------------------ | ---------------------------------- | ----------------------------------- | ----- |
| Femmes | 1                              | 1                                  | 0                                   | 2     |
| Total  | 1                              | 1                                  | 0                                   | 2     |

## Médaillés
| Sport      | Discipline         | Athlète(s)    | Performance | Date   |
| ---------- | ------------------ | ------------- | ----------- | ------ |
| Athlétisme | 100 mètres féminin | Julien Alfred | 10 s 72     | 3 août |

| Sport      | Discipline         | Athlète(s)    | Performance | Date   |
| ---------- | ------------------ | ------------- | ----------- | ------ |
| Athlétisme | 200 mètres féminin | Julien Alfred | 22 s 8      | 6 août |

## Résultats

### Athlétisme

#### Hommes
| Athlètes       | Épreuve | Premier tour | Premier tour | Repêchage | Repêchage | Demi-finales | Demi-finales | Finale  | Finale  |
| Athlètes       | Épreuve | Temps        | Rang         | Temps     | Rang      | Temps        | Rang         | Temps   | Rang    |
| -------------- | ------- | ------------ | ------------ | --------- | --------- | ------------ | ------------ | ------- | ------- |
| Michael Joseph | 400 m   | 45 s 69      | 8e           | 45 s 64   | 4e        | Éliminé      | Éliminé      | Éliminé | Éliminé |

#### Femmes
| Athlètes      | Épreuve | Premier tour (ou tour préliminaire) | Premier tour (ou tour préliminaire) | Repêchage (ou premier tour) | Repêchage (ou premier tour) | Demi-finales | Demi-finales | Finale     | Finale                             |
| Athlètes      | Épreuve | Temps                               | Rang                                | Temps                       | Rang                        | Temps        | Rang         | Temps      | Rang                               |
| ------------- | ------- | ----------------------------------- | ----------------------------------- | --------------------------- | --------------------------- | ------------ | ------------ | ---------- | ---------------------------------- |
| Julien Alfred | 100 m   | Exemptée                            | Exemptée                            | 10 s 95                     | 5e                          | 10 s 84      | 1re          | 10 s 72 NR | Médaille d'or, Jeux olympiques     |
| Julien Alfred | 200 m   | 22 s 41                             | 1re                                 | Exemptée                    | Exemptée                    | 21 s 98      | 2e           | 22 s 08    | Médaille d'argent, Jeux olympiques |

### Natation
| Athlète            | Épreuve          | Séries  | Séries | Demi-finales | Demi-finales | Finale  | Finale  |
| Athlète            | Épreuve          | Temps   | Rang   | Temps        | Rang         | Temps   | Rang    |
| ------------------ | ---------------- | ------- | ------ | ------------ | ------------ | ------- | ------- |
| Jayhan Odlum-Smith | 100 m nage libre | 50 s 39 | 44e    | Éliminé      | Éliminé      | Éliminé | Éliminé |

### Voile
Nota : le résultat barré est le plus mauvais de l’athlète concerné. Il n’est pas pris en compte dans le total.
| Athlètes     | Compétition | Régates | Régates | Régates | Régates | Régates | Régates | Régates | Régates | Régates  | Régates  | Régates | Total net | Classement |
| Athlètes     | Compétition | 1       | 2       | 3       | 4       | 5       | 6       | 7       | 8       | 9        | 10       | CM      | Total net | Classement |
| ------------ | ----------- | ------- | ------- | ------- | ------- | ------- | ------- | ------- | ------- | -------- | -------- | ------- | --------- | ---------- |
| Luc Chevrier | Laser       | 24      | 36      | 19      | 25      | 11      | 28      | 27      | 29      | Annulées | Annulées | Él.     | 163       | 29e        |